# Marchese di Jaral de Berrio
Il titolo di Marchese di Jaral de Berrio (in spagnolo Marques de Jaral de Berrio) è un titolo nobiliare spagnolo che deriva dalla hacienda di San Diego del Jaral, presso la città di San Felipe, in Messico.

## Storia

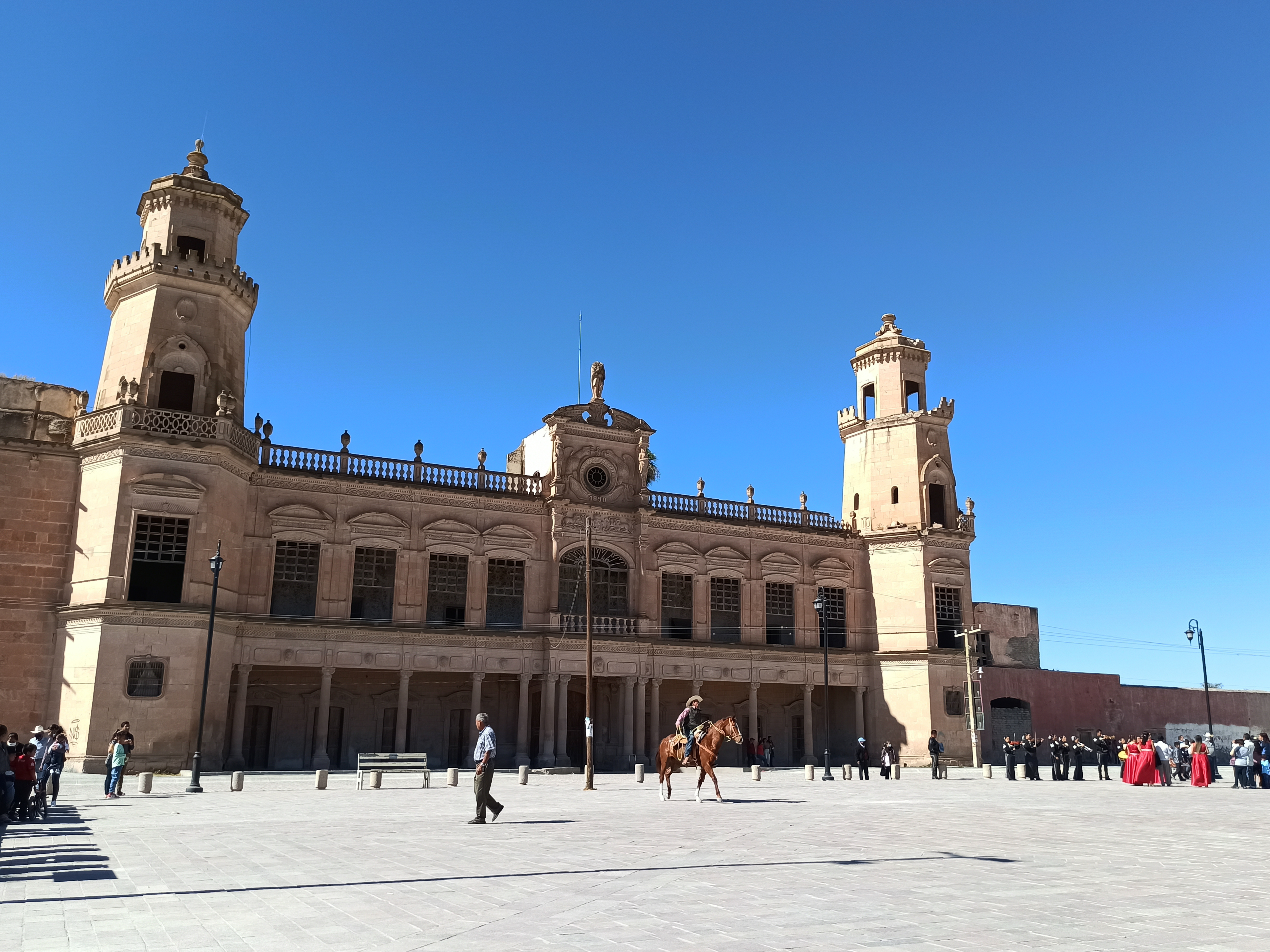
Hacienda di San Diego del Jaral.

Le origini della hacienda di San Diego del Jaral, presso la città di San Felipe, risalgono agli inizi del XVII secolo. Juan Ruiz de Zavala y Lois, originario della Biscaglia, giunse in Nuova Spagna nel 1589, dove si stabilì dapprima a San Luis Potosí, e in seguito a Città del Messico, e nel periodo in cui visse a San Luis, acquistò numerose terre nella Valle di San Francisco, dando vita alla Hacienda de Zavala. Nel 1607, il viceré Juan de Mendoza y Luna, marchese di Montesclaros, gli concedette altre terre adiacenti destinate all'allevamento, che furono annesse alla sua hacienda.
Nel 1632, l'hacienda contava oltre 20.000 capi di bestiame, 100.000 ovini e caprini, centinaia di cavalli, ed era costituita da grandi case, fienili, stalle, mattatoi, ed una cappella, e in quello stesso anno fu venduta a Prudencio de Armentia, che la rinominò Hacienda de San Diego del Jaral. Joseph de Retes y Ortiz de Largache, uno dei latifondisti più ricchi della Nuova Spagna del XVII secolo, la acquistò nel 1687. La ricca tenuta passò in seguito per via ereditaria alle famiglie Paz, Saldívar e Berrio.
Miguel Calixto de Berrio y Saldívar (1716-1779), figlio di Andrés, basco giunto in Nuova Spagna nel 1698, alla morte del genitore ereditò metà dei suoi beni, tra cui la hacienda di cui era amministratore. Questi, divenuto uno dei possidenti più ricchi del paese, chiese al re Carlo III di Spagna la concessione di un titolo nobiliare, che questi gli concesse il 18 dicembre 1774, e lo creò I marchese di Jaral de Berrio. Sposò Ana María de la Campa y Cos Cevallos (1734-1804), figlia di Fernando, I conte di San Mateo de Valpraíso, da cui nacquero tre figli, di cui l'unica vivente fu la primogenita Mariana (1752-1803), che ereditò il ricco patrimonio lasciato dai genitori e i titoli di Marchese di Jaral de Berrio e di Conte di San Mateo de Valparaiso. I predetti beni e titoli passarono per successione alla famiglia Moncada, attraverso il matrimonio della Marchesa Mariana con il nobile italiano Pietro Moncada Branciforte, I marchese di Villafont, appartenente al ceppo siciliano del casato nella linea dei Principi di Larderia, da cui ebbe cinque figli.
La costituzione liberale promulgata in Messico nel 1857, soppresse i titoli nobiliari, ed ultimo possessore ufficiale del titolo di Marchese di Jaral de Berrio fu Juan Isidoro de Moncada y Berrio y Hurtado (1815-1894).
Il titolo di Marchese di Jaral del Berrio fu riabilitato per decreto emesso dal re Alfonso XIII di Spagna il 16 dicembre 1923, e concesso a María de los Dolores Vivanco y Lebario, su richiesta fatta dalla medesima.

## Cronotassi dei Marchesi di Jaral de Berrio
I titolo
- Miguel de Berrio y Saldívar (1774-1779)
- Mariana de Berrio y de la Campa y Cos (1779-1803)
- Juan Nepomuceno de Moncada y Berrio (1803-1850)
- Juan Isidoro de Moncada y Berrio y Hurtado (1850-1894)

II titolo
- María de los Dolores Vivanco y Lebario (1923-1980)
- María Josefa Castellano de Vivanco (1980-2010)
- Jaime de Salas Castellano (2010-)